# Aelia Eudocia
Aelia Eudocia (ca. 401 - 20. oktober 460), var kejserinde, gift med den østromerske kejser Theodosius II. Hendes oprindelige navn var Athenais, og hun var født i Athen. I 421 indgik hun ægteskab med kejseren og blev i 423 officielt kejserinde (augusta). Ægteskabet sluttede i praksis med Eudocias bortvisning fra hoffet i 443, og hun flyttede til Jerusalem, hvor hun også døde. Aelia Eudocia havde et indgående kendskab til klassisk græsk litteratur og hun skrev digte, der blandt andet tog udgangspunkt i Homers værker.

## Opvækst
Athenais blev formentlig født i Athen omkring 401. Hendes far Leontius var filosof, og han fik omkring 415 den prestigefulde stilling som lærer i retorik ved det genoprettede Akademi i Athen. Leontius sørgede for, at Athenais fik en grundig uddannelse, og hendes opvækst tiltrak sig ingen opmærksomhed før faderens død, ca. 420.

## Kejserinde

### Legenden
Der findes to vidt forskellige beretninger om Athenais opstigning og forvandling til kejserinde Eudocia. Den traditionelle fortælling findes hos en række historikere op gennem middelalderen og kan sammenfattes således:
Kejser Theodosius søster Pulcheria havde siden 414 regeret riget for sin bror, der hellere ville gå på jagt. Theodosius var dog ikke helt blottet for initiativ. I 420 sendte han bud efter Pulcheria, og da de mødtes, erklærede han, at det var på tide, at hun fandt en hustru til ham. Den unge kejser var meget specifik vedrørende sine ønsker:
| Citat | Jeg ønsker, at du skal finde en ung pige til mig, meget, meget attraktiv; den smukkeste, der nogensinde er set i Konstantinopel, af kongelig eller adelig familie. Og hvis hun ikke er vidunderlig smuk, så har jeg ikke brug for hende, uanset hvor værdig, kongelig eller rig hun må være. Men uanset hvem, hendes far var: Hvis hun er jomfru og ualmindelig skøn at skue, så tager jeg hende. | Citat |
|       | |       |

Pulcheria påtog sig opgaven og fandt Athenais, som var en særdeles smuk og veluddannet ung kvinde. Athenais var netop kommet til Konstantinopel, og hun havde henvendt sig til hoffet for at få støtte i en arvestrid mod sine brødre. Faderen havde kun efterladt hende 100 guldmønter og en besked om, at hun måtte satse på sin gode skæbne, "som var bedre end nogen anden kvindes", og hendes to brødre havde ingen ønsker om at ændre fordelingen af arven. Hendes skønhed og smukke græske sprog gjorde indtryk på Pulcheria, og hun præsenterede den unge kvinde for Theodosius. Kejseren forelskede sig på stedet, og efter at Athenais var blevet oplært i den kristne tro, blev der planlagt bryllup, som fandt sted 7. juni 421. Athenais blev ved hoffet herefter omtalt som Eudocia, og 2. januar 423 - efter at hun havde født kejserparrets første barn, Eudoxia - blev hun ophøjet til kejserinde.

### Den senere tolkning
Moderne historikere som Kenneth Holum afviser den klassiske beretning. Nytolkningen er blandt andet baseret på samtidige historikere som Sokrates af Konstantinopel og Priscus af Panion, der slet ikke nævner Pulcherias indblanding. Den historie dukkede først op hos Johannes Malalas, der skrev sin verdenskrønike omkring 100 år efter Eudocias død - og Johannes var kendt som en noget vidtløftig fortæller. Et nok så vigtigt argument er det politiske: Kejsere giftede sig ikke efter pludselige indskydelser, men derimod ofte på basis af råd fra magtfulde fraktioner omkring dem. Holums teori er, at der var opstået et parti af adelsmænd, som - ud over at ønske magten - mente at Pulcherias fanatiske kristendom var gået for vidt, og at der var brug for en mere moderat kristendom, der gav plads til andre religioner, specielt den klassiske græske. Eudocias brødre Valerius og Gesius var en del af denne fraktion, som også talte familien omkring den tidligere præfekt for Østen, Anthemius, der var blevet afsat i 414. Den direkte kontakt til Theodosius foregik via adelsmanden Paulinius, der havde været en af kejserens to legekammerater og følgesvende gennem hele hans opvækst. Dermed falder også historien om, at Athenais to brødre blev grebet af skræk ved meddelelsen om giftermålet og flygtede, til jorden. Tværtimod argumenterer Holum for, at Valerius allerede da brylluppet fandt sted, havde posten som præfekt over Illyrien. Fraktionen fik endnu mere vind i sejlene, da Pulcheria i 421 fik igangsat en krig mod Persien. Den nye persiske konge, Bahram 5., forfulgte de kristne, men det østromerske angreb strandede hurtigt, og situationen blev så truende, at Pulcheria i 422 måtte gå med til, at Anthemius svigersøn Procopius blev udnævnt til øverstkommanderende for hæren i øst (Magister militium per Orientem). Procopius fik stabiliseret situationen, så der samme år kunne forhandles en fred, der genetablerede situationen før krigen. Den moderate fraktion fik overbevist kejseren om, at truslen fra jøder og andre "hedninge" ikke længere eksisterede, og i 423 blev der gennemført en lovgivning, som bekyttede disse grupper, så længe de "levede fredeligt og ikke foretog sig noget uordentligt eller ulovligt".

### Magtkampe ved hoffet
Den moderate fraktion havde imidlertid ikke monopol på magten. Kejserens søster Pulcheria flyttede ganske vist ud af kejserpaladset, men hun rådede over to andre paladser i Konstantinopel og havde sin egen stab af tjenere og embedsmænd samt en afdeling af den kejserlige garde til sin rådighed. Loven om beskyttelse af "hedninger" vakte voldsomt røre blandt de kristne, og den højt respekterede Simon (senere kendt som Simon Søjlehelgen), skrev et brev til Theodosius og truede ham med Guds straf. Den stærkt troende kejser blev vældig opskræmt, og loven blev omstødt i 425. Magten svingede herefter mellem de moderate og de stærkt kristne. I midten sad kejseren, og han rettede typisk ind efter den seneste, han havde talt med. I praksis skulle han godkende alle nye love og forordninger, men arbejdet kedede ham, og ofte undlod han overhovedet at få teksten læst op for sig. Johannes Malalas har i sin krønike en fortælling om, at Pulcheria blev så irriteret over Theodosius' manglende engagement, at hun overrakte ham et dokument, som han uden videre skrev under. Der var imidlertid tale om et gavebrev, hvori kejseren forærede kejserinden til Pulcheria som slave, med henblik på videresalg. Pulcheria brugte begivenheden til at skælde sin bror huden fuld for de ulykker, hans ligegyldighed kunne afstedkomme.
Eudocia fødte som nævnt ovenfor datteren Eudoxia i 422, og der fulgte også yderligere en datter, Flaccilla, der imidlertid døde allerede i 431. Der var ikke andre overlevende børn, og især savnet af en mandlig arving var et problem for kejserfamilien. Eudoxia blev allerede som spæd trolovet med sin slægtning Valentinian fra den vestlige gren af kejserfamilien, og 29. oktober 437 blev der afholdt bryllup i Konstantinopel, hvor Valentinian dog var repræsenteret af en romersk senator, Rufius Volusianus. Denne vestromerske statsmand havde en niece i Jerusalem, Melania den Yngre. Melania stammede fra en særdeles rig romersk familie, men hun og ægtemanden havde afhændet deres godser, frigivet deres slaver, og foræret det meste af formuen væk, og Melania havde siden 417 boet i Jerusalem. Hun var højt agtet blandt byens kristne, og da hun hørte, at hendes onkel - der stadig tilbad de romerske guder - skulle til Konstantinopel, drog hun også afsted. Det lykkedes Melania at omvende Volusianus, og under sit ophold i Konstantinopel gjorde hun så stort indtryk på kejserinden, at Eudocia i 438 fik kejserens tilladelse til at drage på pilgrimsfærd til Jerusalem, hvor hun tilbragte megen tid i samtaler med den karismatiske Melania, der senere blev helgenkåret. På vejen til Jerusalem havde Eudocia gjort ophold i Antiokia, og under opholdet dér holdt hun en tale i hellenistisk stil for byens senat og uddelte midler til forskønnelse af byens bygninger. Hun tog sin græske herkomst alvorligt, hvilket fremgår af talen, hvor hun mindede byens borgere om deres græske oprindelse, som hun delte med dem. Historikeren J.B. Bury har beskrevet opholdet i Antiokia således:
| Citat | Under beøget i Antiokia gjorde hun et stort indtryk med sin elegante græske talefærdighed, der blev afleveret i en form, hvor hun iscenesatte sig som en skolet græsk retoriker, opfyldt af hellenistiske traditioner og stolt af sin atheniensiske oprindelse, snarere end som en pilgrim på besøg i kristne helligdomme ... De afsluttende ord i Eudocias tale væltede huset - det var et citat fra Homer, "Jeg roser mig af at være af jeres slægt og blod." | Citat |
|       | |       |

### Forvisning
Det kom til et brud i kejserfamilien, og Eudocia forlod hoffet, tilsyneladende på kejserens befaling. Hvis man vil have en saftig version af historien, går man heller ikke denne gang forgæves til Johannes Malalas krønike. Han mente at vide, at kejseren havde foræret et meget stort æble fra Frygien til Eudocia som symbol på sin kærlighed. Da kejseren senere spurgte til æblet, fortalte kejserinden, at hun havde spist det. Hvad hun ikke vidste, var at kejserens barndomsven Paulinus i mellemtiden glædestrålende havde fremvist æblet, uden at vide, hvor det oprindeligt stammede fra. Kejseren konkluderede, at Eudocia havde givet hans kærlighedsgave videre til en ny elsker, og han lod Paulinus henrette og Eudocia landsforvise. Frygisk æble eller ej, så indeholder historien den kerne af sandhed, at Paulinus blev henrettet og at Eudocia forlod hoffet omkring 443.
Eudocia rejste til Jerusalem, hvor hun tilbragte sine sidste år. Det fortælles, at kejseren sendte chefen for sin garde, Saturninus, efter hende, og at han dræbte to af de præster, der ledsagede kejserinden. Saturninus blev efterfølgende ombragt uden at Eudocia greb ind, og det medførte økonomiske repressalier fra Konstantinopel, men derefter fik hun tilsyneladende lov til at være i fred. Eudocia havde erhvervet store jordbesiddelser i Palæstina, og pengene herfra brugte hun blandt andet til at at udvide den kirke til ære for Sankt Stefan, hun havde ladet bygge under sit første besøg i Jerusalem i 438. Der blev også sat penge af til at udbygge forsvarsmurene omkring byen, til herberg for pilgrimme og fattige og til generelt at støtte kristendommen i området. Eudocia forsatte med at bruge titlen som kejserinde helt frem til sin død, 20. oktober 460.

## Eftermæle
Eudocias litterære produktion omfattede efter sigende seks større værker, hvoraf man har bevaret hendes levnedsbeskrivelse af Sankt Cyprian. Moderne kritikere har været hårde ved den: Gillian Cloke skriver, at den er fantasifuld, godtroende og præget af tidens optagethed af det overnaturlige. Dens anvendelighed til forståelse af samfundshistorien sammenligner hun med nutidens Hello! ugeblad.
Man ved også, at Eudocia producerede digte, der var baseret på genanvendelse af Homers verslinjer - sat sammen på nye måder, så de fik ny betydning. Denne type digtning kaldes cento ("kludetæppe") og Eudocia har brugt den til at genfortælle Jesu liv med brug af homeriske strofer. Fra Eudocia har man bevaret 2.400 verslinjer, og de bruges blandt andet af nutidens forskere til at udbygge billedet af Homers produktion.
Eudocia blev helgenkåret og æres fortsat i den ortodokse kirke, med mindedag 13. august.